# شی ژیونگ (زاده ۱۹۹۳)
شی ژیونگ (انگلیسی: Shi Zhiyong؛ زادهٔ ۱۰ اکتبر ۱۹۹۳) یک وزنه‌بردار اهل جمهوری خلق چین است.
وی در مسابقات قهرمانی وزنه‌برداری جهان ۲۰۱۵ توانسته‌است در وزن ۶۹- کیلوگرم مدال طلا مجموع را کسب کند.